# Jacques Mailhos
Pour les articles homonymes, voir Mailhos.
Jacques Mailhos, né le 19 juin 1968 à Pabu, en Bretagne, est un écrivain et un traducteur de l'anglais américain au français.

## Biographie
Il suit des études littéraires classiques, puis entre à l'École normale supérieure de Fontenay-Saint-Cloud, section langues (anglais). Il termine une maîtrise ayant pour sujet le Moyen Âge dans Finnegans Wake de James Joyce.
En 1998, il amorce sa carrière de traducteur en s'attaquant à des ouvrages de sciences humaines (sociologie, histoire de l'art), de tourisme, notamment des guides de voyages pour les éditions Gallimard, et d'autres travaux alimentaires.
Il devient un traducteur littéraire après sa rencontre, en 2004, avec l'éditeur Oliver Gallmeister. Pour le compte des éditions Gallmeister, il donne des traductions des œuvres d'Edward Abbey, de John Gierach, du roman Incident à Twenty-Miles de Trevanian et une toute nouvelle traduction du célèbre Délivrance de James Dickey.
Entre 2003 et 2007, Jacques Mailhos publie chez P.-Y. Millot, des recueils de nouvelles de sa propre plume : L'Officiel des spectacles I (thrillers) (2003) ; L'Officiel (des spectacles) II (love-stories) (2005) ; L'Officiel (des spectacles) III (science-fiction) (2007).
Désert solitaire, un essai de Edward Abbey, vaut à Jacques Mailhos le prix Maurice-Edgar-Coindreau 2011 et le prix Amédée-Pichot de la ville d'Arles de la meilleure traduction de l'année.
Il entreprend en 2012 la traduction du texte intégral – une première en français – des romans de Ross Macdonald ayant pour héros le détective privé Lew Archer. De 2012 à 2015 paraissent sept titres : Cible mouvante, Noyade en eau douce, À chacun sa mort, Le Sourire d'ivoire, Trouver une victime, La Côte barbare et Les Oiseaux de malheur ; L'Affaire Galton paraît en 2018 puis Le Cas Wycherly en 2019.